# Montipora granulosa
Montipora granulosa is een rifkoralensoort uit de familie van de Acroporidae.